# Зразкове (Олександрійський район)
Зразко́ве — колишнє село в Україні. Підпорядковувалося Добронадіївській сільській раді Олександрійського району Кіровоградської області. Виключене з облікових даних згідно з рішенням Кіровоградської обласної ради № 32 від 9 грудня 2010 року «Про виключення з облікових даних сіл Таврівка та Зразкове Олександрійського району Кіровоградської області»

## Населення
Згідно з переписом УРСР 1989 року чисельність наявного населення села становила 14 осіб, з яких 3 чоловіки та 11 жінок.
За переписом населення України 2001 року в селі мешкали 3 особи. 100 % населення вказало своєю рідною мовою українську мову.